# Malón (Zaragoza)
Malón es un municipio y villa de España de la provincia de Zaragoza, en la comunidad de Aragón. Limita al norte con la Comunidad Foral de Navarra. Dista de la capital Zaragoza a unos 92 km.
Alejando Pérez García inauguró este pueblo en 1821 con el nombre de "Malontium" tras la visita del Rey Fernando VII en la que reconoció la fundación del municipio aragonés.

## Geografía
Para dirigirse a Malón hay 2 vías, la principal sería la carretera CV-208 que va desde Tarazona hasta Malón y de ahí hasta Barillas donde cambia a NA-3040. O bien desde el desvío de la N-121c en Novallas que es la CV-6.

## Historia
Poco se sabe del origen de Malón. Se han encontrado en excavaciones del castillo restos arqueológicos que podían ser del Neolítico. 
En la Edad Media fue una fortaleza codiciada por navarros, musulmanes y aragoneses, debido a su estratégica posición. Finalmente acabó siendo propiedad del Rey de Aragón. Posteriormente gobernaron en ella los Irazoqui, como señorío feudal.
Malón desde que entró en la órbita cristiana como pueblo no pertenecía a Aragón, sino a Navarra ya que reinando García Sánchez I, padre de Sancho Abarca el castillo era de dicho monarca, cuyo alcaide-gobernador se llamaba Guiral Diablo .
Debido a la inestabilidad fronteriza, Malón paso a "arabizarse" de nuevo, hasta la definitiva reconquista en 1119, a cargo de las mesnadas de Alfonso I "El Batallador, con lo que la villa pasó a formar parte de Aragón hasta la muerte del Batallador; es aquí donde García Ramírez quiere recuperar la plaza y lo termina consiguiendo transitoriamente hasta su muerte en el año 1150. La villa volvió a integrarse al reino de Aragón.
Tuvo ferrocarril entre 1885 y 1972 de la Línea Tudela- Tarazona, del que deriva la actual Vía verde del Tarazonica.

## Demografía
Malón cuenta con una población de 442 habitantes (INE 2024).
| Gráfica de evolución demográfica de Malón entre 1842 y 2021                                                         |
| |
| Población de derecho según los censos de población del INE Población de hecho según los censos de población del INE |

## Administración y política
| Período   | Alcalde                     | Partido |  |
| --------- | --------------------------- | ------- |  |
| 1979-1983 | Marcelino Mesa Diago        | Ind.    |  |
| 1983-1987 |                             |         |  |
| 1987-1991 | José María Ariño Serrat     |         |  |
| 1991-1995 | José María Ariño Serrat     |         |  |
| 1995-1999 | Enrique Esteban Jarnés      |         |  |
| 1999-2003 | Enrique Esteban Jarnés      |         |  |
| 2003-2007 | Alberto Mesa Fernández      |         |  |
| 2007-2011 | Alberto Mesa Fernández      | PP      |  |
| 2011-2015 | José Ignacio Magaña Sánchez | PP      |  |
| 2015-2019 | Ana Carmen Calavia Lahera   | PSOE    |  |

| Partido político    | Partido político                                   | 2003   | 2007   | 2011   | 2015   |
| Partido político    | Partido político                                   | Ediles | Ediles | Ediles | Ediles |
|                     | Partido de los Socialistas de Aragón (PSOE-Aragón) | 3      | 3      | 4      |        |
|                     | Partido Popular de Aragón (PP)                     | 4      | 4      | 3      |        |
|                     | Partido Aragonés (PAR)                             | —      | 0      | —      |        |
|                     | Chunta Aragonesista (CHA)                          | —      | 0      | —      |        |
| Total de concejales | Total de concejales                                | 5      | 5      | 5      |        |

## Fiestas
- Para el primer domingo de mayo, se realiza la romería a la Virgen del Pilar

- Durante Semana Santa se escenifican paisajes bíblicos por los propios vecinos.

- El santo patrón es San Vicente Mártir se celebra el 22 de enero.

- Las fiestas mayores se celebran del 14 al 18 de septiembre que se dedican a la Santa Cruz.